# Spindasis tavetensis
Spindasis tavetensis är en fjärilsart som beskrevs av Percy I. Lathy 1906. Spindasis tavetensis ingår i släktet Spindasis och familjen juvelvingar. IUCN kategoriserar arten globalt som livskraftig. Inga underarter finns listade i Catalogue of Life.